# Maciej Muzaj
Maciej Muzaj (Breslavia, 21 maggio 1994) è un pallavolista polacco, opposto dei Tokyo Great Bears.

## Carriera

### Club
La carriera di Maciej Muzaj inizia nel 2010 quando entra a far parte del settore giovanile del Gwardia Wrocław, a cui resta legato per due annate. Nella stagione 2012-13 viene ingaggiato dallo Skra Bełchatów, in Polska Liga Siatkówki, dove milita per un triennio e si aggiudica lo scudetto 2013-14 e la Supercoppa polacca 2014. 
Nell'annata 2015-16 approda al Jastrzębski Węgiel, sempre nella massima divisione, a cui si lega per tre stagioni, prima di trasferirsi nel campionato 2018-19 al Trefl Gdańsk, che lascia nel corso dei play-off scudetto, quando viene ingaggiato dall'ONICO Warszawa; nel campionato seguente, invece, si reca per la prima volta all'estero, approdando in Russia per difendere i colori del Gazprom-Jugra, in Superliga. 
Resta nella massima divisione russa anche per la stagione 2020-21, difendendo i colori dell'Ural: nel mese di febbraio, però, si trasferisce alla Sir Safety Perugia, concludendo l'annata nella Superlega italiana. Nel campionato 2021-22 fa rientro in patria, ingaggiato dall'Asseco Resovia per un biennio. Dopo un'annata allo Stal Nysa, nella stagione 2024-25 si trasferisce nella SV.League giapponese, dove indossa la casacca dei Tokyo Great Bears.

### Nazionale
Dopo aver fatto parte delle nazionali giovanili polacche, nel 2014 ottiene le prime convocazioni nella selezione maggiore, con cui nel 2019 si aggiudica la medaglia di bronzo alla Volleyball Nations League e al campionato europeo e quella di argento in Coppa del Mondo.
Nel 2021 vince la medaglia d'argento alla Volleyball Nations League.

## Palmarès

### Club
- Campionato polacco: 1

2013-14
- Supercoppa polacca: 1

2014

### Nazionale (competizioni minori)
- Memorial Hubert Wagner 2017